# كازو إيتشيجو
كازو إيتشيجو (باليابانية: 越後 和男) (مواليد 28 ديسمبر 1965)، هو لاعب كرة قدم ياباني سابق كان يلعب كلاعب وسط. سبق له أن لعب مع منتخب اليابان.

## وصلات خارجية
- كازو إيتشيجو على موقع رابطة كرة القدم اليابانية للمحترفين (اليابانية)
- كازو إيتشيجو على موقع قاعدة بيانات كرة القدم.إي يو (الإنجليزية)
- كازو إيتشيجو على موقع ناشيونال فوتبول تيمز (الإنجليزية)
- كازو إيتشيجو على موقع Soccerway.com (الإنجليزية)
- كازو إيتشيجو على موقع عالم كرة القدم.نت (الإنجليزية)

- National Football Teams
- Japan National Football Team Database